# Lisina (Raška)
Pour les articles homonymes, voir Lisina.
Lisina (en serbe cyrillique : Лисина) est un village de Serbie situé dans la municipalité de Raška, district de Raška. Au recensement de 2011, il comptait 29 habitants.

## Démographie
| 1948 | 1953 | 1961 | 1971 | 1981 | 1991 | 2002 | 2011 |
| ---- | ---- | ---- | ---- | ---- | ---- | ---- | ---- |
| 190  | 198  | 202  | 183  | 151  | 111  | 52   | 29   |

|  |